# Tỉnh của Cuba
Cuba về mặt hành chính được chia thành 15 tỉnh và một khu tự quản không thuộc bất kỳ tỉnh nào. Sau khi điều chỉnh địa giới hành chính vào tháng 8 năm 2010, trong đó tỉnh La Habana được tách thành 2 tỉnh mới là: Artemisa và Mayabeque.

## Danh sách tỉnh
Từ tây sang đông, các tỉnh của Cuba gồm:
1. Pinar del Río
2. Artemisa
3. La Habana
4. Mayabeque
5. Matanzas
6. Cienfuegos
7. Villa Clara
8. Sancti Spíritus
9. Ciego de Ávila
10. Camagüey
11. Las Tunas
12. Granma
13. Holguín
14. Santiago de Cuba
15. Guantánamo

Khu tự quản đặc biệt của Cuba là  Isla de la Juventud ("Đảo Thanh niên"), cho đến thập niên 1970 là Isla de Pinos ("Đảo Thông").

## Lịch sử
Trước năm 1976, Cuba được chia thành các tỉnh sau (từ tây sang đông)
1. Pinar del Río
2. La Habana, bao gồm cả thành phố La Habana, Mayabeque và một số khu tự quản thuộc Artemisa
3. Matanzas
4. Las Villas (trước năm 1940, "Santa Clara"), bao gồm các tỉnh Cienfuegos, Villa Clara và Sancti Spíritus ngày nay.
5. Camagüey (trước năm 1899, "Puerto Príncipe"), gồm các tỉnh Camagüey và Ciego de Ávila, và một số khu vực của Las Tunas (trước năm 1970).
6. Oriente (trước năm 1905, "Santiago de Cuba"), bao gồm các tỉnh nay là  Las Tunas, Granma, Holguín, Santiago de Cuba và Guantánamo

## Nhân khẩu
Pop. = Dân số. Source: Cuba census 2002 
| Tỉnh                | Thủ phủ               | Dân số (2005) | Tỷ lệ sao với cả nước (%) | Diện tích (km²) | Tỷ lệ so với cả nước (%) | Mật độ  |
| ------------------- | --------------------- | ------------- | ------------------------- | --------------- | ------------------------ | ------- |
| Camagüey            | Camagüey              | 784.178       | 7,02                      | 14134           | 13,2                     | 50,22   |
| Ciego de Ávila      | Ciego de Ávila        | 411.766       | 3,68                      | 5962            | 5,6                      | 60,70   |
| Cienfuegos          | Cienfuegos            | 395.183       | 3,54                      | 4149            | 3,9                      | 94,54   |
| La Habana           | La Habana             | 2.328.000     | 19,70                     | 740             | 0,7                      | 3053,49 |
| Granma              | Bayamo                | 822.452       | 7,36                      | 8452            | 7,9                      | 98,20   |
| Guantánamo          | Guantánamo            | 507.118       | 4,54                      | 6366            | 6,0                      | 82.22   |
| Holguín             | Holguín               | 1.021.321     | 9,14                      | 9105            | 8,5                      | 109.90  |
| Isla de la Juventud | Nueva Gerona          | 86.559        | 0,77                      | 2199            | 2,1                      | 35.78   |
| Artemisa            | Artemisa              | 502.392       | 4,49                      | 4004            | 3,75                     | 125,5   |
| Las Tunas           | Victoria de Las Tunas | 525.485       | 4,70                      | 6373            | 6,0                      | 79,77   |
| Matanzas            | Matanzas              | 670.427       | 6,00                      | 11669           | 10,0                     | 56,80   |
| Mayabeque           | San José de las Lajas | 381.446       | 3,41                      | 3733            | 3,49                     | 102,2   |
| Pinar del Río       | Pinar del Río         | 594.560       | 5,32                      | 8884            | 8,32                     | 67,00   |
| Sancti Spíritus     | Sancti Spíritus       | 460.328       | 4,12                      | 6737            | 6,3                      | 68,33   |
| Santiago de Cuba    | Santiago de Cuba      | 1.036.281     | 9,27                      | 6343            | 5,9                      | 168,32  |
| Villa Clara         | Santa Clara           | 817.395       | 7.31                      | 8069            | 7.6                      | 97.17   |
| Cuba                | La Habana             | 11.177.743}   |                           | 106,827         |                          | 101,72  |